# Коваль-Медзвецький Микола Опанасович
Микола Опанасович Коваль-Медзвецький (5 лютого 1868, с. Нижча Кропивна на Поділлі — † 10 вересня 1929, Варшава) — генерал-поручник Армії УНР.

## Життєпис
Народився у с. Нижча Кропивна на Поділлі (тепер Немирівський район Вінницької області). Навчався у Житомирській гімназії.

### В Російській армії
В 1891 закінчив Московську військову артилерійську школу, в 1901 — геодезичне відділення Академії Генштабу у Петербурзі. Дістав призначення на посаду начальника астрономічної станції в Чарджоу. З 1905 — помічник начальника геодезійного відділу Генштабу російської армії, з 1911 — начальник Військово-топографічної школи. Брав активну участь у житті української громади Петербурга.

### На службі Україні
Навесні 1917 одним із перших генералів російської армії прибув до Києва і зголосився до служби у Збройних Силах України. В 1917 Українською Центральною Радою був призначений начальником Головної геодезичної управи.
З 1919 член Ради Військового міністерства УНР, з 5 жовтня 1920 — генерал-поручник, здійснював зв'язок Головного Отамана С.Петлюри з Галицькою Армією, очолював комісію УНР в Проскурові для вирішення подальшої долі роззброєних у травні 1920 частин Червоної Української Галицької Армії.
5 жовтня 1920 року підвищений до звання Генерал-поручник.
Після інтернування Армії УНР в Польщі перебував у Кракові, працював в астрономічній обсерваторійній станції Ягеллонського університету. Під час Великодніх свят 1923 організував урочистий парад Кінногірського дивізіону генерала О. Алмазова у Лобзові (передмістя Кракова).
Останні роки працював у Варшавському бюро мір і ваг, вів гравіметричні спостереження у Гдині, Картузах, Варшаві. Помер у Варшаві, похований у православній частині міського цвинтаря «Воля».